# George Heilmeier
George Harry Heilmeier (Filadélfia, 22 de maio de 1936 – 21 de abril de 2014) foi um engenheiro e industrial estadunidense.
Foi um dos desenvolvedores do display de cristal líquido (LCD).

## Biografia
Heilmeier nasceu na Filadélfia, Pensilvânia, formou-se na Abraham Lincoln High School lá, recebeu seu bacharelado em Engenharia Elétrica pela Universidade da Pensilvânia na Filadélfia, e seu MSE, MA e Ph.D. graduado em materiais de estado sólido e eletrônica pela Universidade de Princeton.
Em 1958, Heilmeier ingressou no RCA Laboratories em Princeton, New Jersey, onde trabalhou com amplificação paramétrica, down-conversores de diodo de túnel, geração de ondas milimétricas, dispositivos ferroelétricos de filme fino, semicondutores orgânicos e efeitos eletro-ópticos em cristais moleculares e líquidos. Em 1964, ele descobriu vários novos efeitos eletro-ópticos em cristais líquidos, o que levou aos primeiros visores de cristal líquido funcionando com base no que ele chamou de modo de espalhamento dinâmico (DSM).
Heilmeier passou grande parte da década de 1970 no Departamento de Defesa dos Estados Unidos. De 1970 a 71, ele atuou como bolsista da Casa Branca e assistente especial do Secretário de Defesa, realizando pesquisas de longo prazo e planejamento de desenvolvimento. Em 1971 foi nomeado Diretor Assistente de Pesquisa e Engenharia de Defesa, Ciências Eletrônicas e Físicas, supervisionando todas as pesquisas e desenvolvimento exploratório em eletrônica e ciências físicas. Em 1975, ele foi nomeado Diretor da Agência de Projetos de Pesquisa Avançada de Defesa (DARPA) e iniciou grandes esforços em aeronaves furtivas, lasers baseados no espaço, tecnologia infravermelha baseada no espaço e inteligência artificial.
Em dezembro de 1977, Heilmeier deixou o governo para se tornar vice-presidente da Texas Instruments; em 1983 foi promovido a Diretor Técnico. De 1991 a 1996, ele foi presidente e CEO da Bellcore (agora Telcordia), supervisionando sua venda para a Science Applications International Corporation (SAIC). Ele atuou como presidente e CEO da empresa de 1996-1997 e, posteriormente, como presidente emérito.
Heilmeier recebeu vários prêmios, deteve 15 patentes e foi membro da National Academy of Engineering, do Defense Science Board e do National Security Agency Advisory Board. Ele atuou no conselho de curadores da Fidelity Investments e da Teletech Holdings, e no Conselho de Supervisores da Escola de Engenharia e Ciências Aplicadas da Universidade da Pensilvânia. Ele morreu de derrame em 2014.
O Dr. Heilmeier, filho de um zelador, foi o primeiro membro de sua família a terminar o ensino médio. Sua filha, Beth Jarvie, disse que “era o caráter cristão do meu pai”, bem como sua capacidade de abaixar a cabeça e seguir em frente com o trabalho que desempenhou um papel importante em suas contribuições.

## Catecismo de Heilmeier
Um conjunto de perguntas creditadas a Heilmeier que qualquer pessoa que proponha um projeto de pesquisa ou esforço de desenvolvimento de produto deve ser capaz de responder.
- O que você está tentando fazer? Articule seus objetivos sem usar absolutamente nenhum jargão.
- Como isso é feito hoje e quais são os limites da prática atual?
- O que há de novo em sua abordagem e por que você acha que terá sucesso?
- Quem se importa? Se você for bem-sucedido, que diferença isso fará?
- Quais são os riscos e as recompensas?
- Quanto vai custar?
- Quanto tempo vai demorar?
- Quais são os "exames" intermediários e finais para verificar o sucesso?